# جونغ جاي-يون
جونغ جاي-يون (هانغل: 정재윤) هو لاعب كرة قدم كوري جنوبي في مركز الوسط، ولد في 28 مايو 1981 في بوسان في كوريا الجنوبية. لعب مع إنتشون يونايتد.